# Fruitdale (Kalifornija)
Fruitdale je naseljeno područje za statističke svrhe u američkoj saveznoj državi Kalifornija. Prema popisu stanovništva iz 2010. u njemu je živjelo 935 stanovnika.